# Боровик девичий
Борови́к де́вичий (лат. Butyribolétus appendiculátus) — съедобный гриб, относящийся к роду Butyriboletus семейства Болетовые (Boletaceae). До 2010-х годов включался в состав рода Боровик (Boletus).

## Описание
Шляпка диаметром 8—20 см, выпуклой формы со слегка загнутыми внутрь краями. Кожица тонкая, золотистая или красновато-коричневая, войлочная.
Мякоть плотная, светло-жёлтая с голубоватым оттенком, на срезе синеет, с приятным ароматом.
Ножка высотой 7—15 см, толщиной 2,5—6 см, коническая, заостряется к основанию, светлая, покрыта лимонно-жёлтой сеточкой.
Трубчатый слой приросший зубцом, толщиной 1—2,5 см, яркого лимонно-жёлтого цвета, с возрастом становится коричнево-жёлтым, при надавливании синеет.
Споровый порошок оливково-коричневый, Споры 14,5×4,5 мкм, веретеновидные.

## Экологияи распространение
Образует микоризу с лиственными деревьями, распространён в Южной Европе. Плодоносит одиночно или небольшими группами.
Сезон лето — осень.

## Сходные виды
Съедобные:
- Полубелый гриб (Hemileccinum impolitum) окраска немного светлее, обладает характерным запахом карболовой кислоты в сыром виде.

Несъедобные:
- Боровик несъедобный (Boletus calopus) отличается более ярко окрашенной ножкой, растёт на кислых плодородных почвах.
- Боровик коренящийся (Boletus radicans) с более светло окрашенной шляпкой, ножка утолщённой формы.

## Таксономия
Butyriboletus appendiculatus (Schaeff.) D.Arora & J.L.Frank, Mycologia 106 (3): 466 (2014). — Boletus appendiculatus Schaeff., Fung. Bavar. Palat. Nasc. 4: 86, t. 130 (1774).

### Синонимы
- Boletus appendiculatus Schaef., 1774
- Boletus radicans var. appendiculatus (Schaeff.) Pers., 1801
- Dictyopus appendiculatus (Schaeff.) Quél., 1886
- Suillus appendiculatus (Schaeff.) Kuntze, 1898
- Tubiporus appendiculatus (Schaeff.) Maire, 1937